# Els assassinats de Steeltown
Els assassinats de Steeltown (títol original en anglès, Steeltown Murders) és una minisèrie de televisió dramàtica escrita per Ed Whitmore i dirigida per Marc Evans. La va produir la BBC per a Severn Screen amb seu a Gal·les i es va emetre a la BBC One. És protagonitzada per Philip Glenister i Steffan Rhodri com a policies que investiguen els assassinats reals comesos per Joseph Kappen a Port Talbot, al sud de Gal·les. Es va estrenar el 15 de maig de 2023 a BBC One, i tots els episodis van estar disponibles aquell dia a BBC iPlayer. S'ha doblat i subtitulat al català per a la plataforma 3Cat, que la va incorporar el 27 de setembre de 2024. Anteriorment, s'havia subtitulat al català per a FilminCAT amb el nom d'Els crims de Port Talbot.

## Sinopsi
Els avenços tecnològics del segle xxi ajuden els detectius amb un cas d'assassinat en fred de 1973. Geraldine Hughes i Pauline Floyd van abandonar la discoteca Top Rank de Swansea sense arribar a casa. Els seus cossos es van descobrir més tard a Llandarcy. Conegut com el cas de l'"Estrangulador del Dissabte a la Nit", es va convertir en el primer cas documentat d'un assassí en sèrie a Gal·les. Joseph Kappen va ser l'autor de la vida real.

## Repartiment
- Philip Glenister com l'inspector en cap Paul Bethell 
  - Scott Arthur com a Paul Bethell de jove
- Steffan Rhodri com l'inspector Phil ‘Bach’ Rees 
  - Siôn Alun Davies com a Bach Rees de jove
- Keith Allen com a Dai Williams
  - Rhys Rusbatch com a Dai Williams de jove
- Sharon Morgan com a Pat Williams
- Karen Paullada com la superintendenta Jackie Roberts
- Richard Harrington com el doctor Colin Dark
- Nia Roberts com a Karina Bethell
  - Elinor Crawley com a Karina Bethell de jove
- Priyanga Burford com a Sita Anwar
  - Natasha Vasandani com a Sita Anwar de jove
- Kriss Dosanjh com a Rohan Anwar
- Calista Davies com a Geraldine Hughes
- Jade Croot com a Pauline Floyd
- Steve Nicolson com l'inspector Tony Warren
- Oliver Ryan com el superintendent en cap Ray Allen
- Richard Corgan com el superintendent Chris Wynne
- Rhodri Miles com a John Dilwyn Morgan
  - Ben McGregor com a John Dilwyn Morgan de jove
- Caroline Berry com la senyora Morgan
  - Rosie Sheehy com la senyora Morgan de jove
- William Thomas com a Denver Hughes
  - Gruffudd Glyn com a Denver Hughes de jove
- Mair Rowlands com a Jean Hughes
  - Amy Morgan com a Jean Hughes de jove
- Walter van Dyk com el senyor Croiset
- Matthew Gravelle com a Seb
- Mia Khan com a Maya
- Richard Elfyn com el superintendent Vic Jenkins
  - Dyfan Dwyfor com a Vic Jenkins de jove
- Gareth John Bale com el superintendent Geraint Bale
- Joshua Jenkins com el superintendent Si Owen
- Morgan Hopkins com el superintendent Nigel Parke
- Rhys ap William com el superintendent Jack Griffiths
- Dewi Rhys Williams com l'adjunt del cap de policia Tim Bailey
- Phil Howe com el superintendent Elwyn Wheadon
- Terema Wainwright com a Hodges
- Lisa Victoria com a Jane Marchant
- Wyn Bowen Harries com a Walter Watkins
- Nicholas McGaughey com a Thomas Willoughby
- Matthew Aubrey com a Phil Blunt
- Maxine Evans com a Jan Stiles
- Maria Pride com a Christine Kappen
  - Remy Beasley com a Christine Kappen de jove
- Aneurin Barnard com a Joseph Kappen
- Francine Morgan com a Suzie
- Phylip Harries com a Tony
- Arwyn Davies com a Rhys Webber
- Amelia Donkor com a Sylvia Kambray

## Llista d'episodis
| Núm. | Títol       | Direcció   | Guió        | Data d'emissió original |
| --- | ----------- | ---------- | ----------- | ----------------------- |
| 1 | «Episodi 1» | Marc Evans | Ed Whitmore | 15 de maig de 2023      |
| El 2002, a la localitat gal·lesa de Port Talbot, la policia decideix reobrir la investigació de tres assassinats comesos el 1973. En Paul Bethell, un policia veterà que va treballar en aquells casos de jove, demana als seus superiors que li assignin la nova investigació. Tot i que en un principi els tres assassinats no es van relacionar, en Paul està convençut que els va cometre el mateix home, que encara podria voltar lliure per la zona. Ara, la tecnologia de l'ADN podria permetre tancar el cas.            |             |            |             |                         |
| 2 | «Episodi 2» | Marc Evans | Ed Whitmore | 22 de maig de 2023      |
| Amb l'operació de presa de mostres d'ADN en marxa, en Paul està convençut que s'ha de pressionar en Dai Williams, el padrastre de la Sandra Newton, que la nit dels crims va sortir a treballar amb el taxi i no tenia una coartada sòlida. En Paul visita en Dai i la seva dona, la Pat, i els comunica dades noves sobre la violació de la Sandra. Per la seva banda, la Sita, una amiga de la Geraldine i la Pauline, s'ofereix a col·laborar en la investigació.                                                             |             |            |             |                         |
| 3 | «Episodi 3» | Marc Evans | Ed Whitmore | 29 de maig de 2023      |
| Colin Dark aconsegueix reduir la llista d'homes que comparteixen el marcador genètic de l'assassí a només tretze noms. Començant per en Willoughby, busquen coincidències al seu arbre genealògic, però sense resultat. En Paul i en Phil es volen centrar en sospitosos diferents, i cada vegada els queden menys recursos. Mentrestant, l'any 1973, la policia, arran de la pressió pública, decideix demanar ajuda a un vident neerlandès que presumeix d'haver col·laborat en altres investigacions importants.              |             |            |             |                         |
| 4 | «Episodi 4» | Marc Evans | Ed Whitmore | 5 de juny de 2023       |
| Amb només una certesa del 75% que en Kappen és l'assassí, en Paul demana a la Jackie que sol·liciti l'exhumació del cadàver per obtenir-ne l'ADN. La Jackie ho accepta, però avisa en Paul de les conseqüències que pot tenir per la reputació de la policia. Ara hauran de demanar el vistiplau no només de la família del presumpte assassí, sinó també de les famílies de les víctimes. Mentrestant, en Phil intentarà obtenir l'ADN d'en Willoughby d'una manera poc ortodoxa, per si en Kappen resulta que no és l'assassí. |             |            |             |                         |

## Producció
Ed Whitmore va escriure'n el guió i la producció va anar a càrrec de Severn Screen. La sèrie de quatre episodis és dirigida per Marc Evans amb Hannah Thomas com a productora d'All3Media International. Els productors executius de la sèrie són Ed Talfan, Jon Hill i Ed Whitmore per a Severn Screen amb Helen Perry i Rebecca Ferguson per a la BBC.

### Rodatge
El rodatge va començar a Gal·les del Sud el novembre de 2022. L'investigador de la vida real Paul Bethell va participar en la producció i Philip Glenister va dir que sentia la "responsabilitat" d'encertar la història per als membres de la família afligida.

## Emissió
Els assassinats de Steeltown es va emetre al Regne Unit a partir del 15 de maig de 2023 a BBC One, i tots els episodis van estar disponibles immediatament a BBC iPlayer.

## Rebuda
La sèrie va ser escollida com a "elecció de la setmana" a The Sunday Times el 14 de maig de 2023. La selecció va recollir que "l'evolució del treball policial impulsa el drama, però un guió acurat fa que les víctimes i les seves famílies siguin visibles". Lucy Mangan a The Guardian va donar a la sèrie quatre estrelles, i va afirmar que el guió "fa tota justícia a la feina policial minuciosa i mai glamurosa que finalment va trobar l'Estrangulador de Dissabte a la Nit, i a la diferència del fet que la integritat sigui present en una feina i en una vida". Rachel Cooke a The New Statesman va dir que l'havia deixat "avorrida i furiosa".